# Synchrotron protonowy
Synchrotron protonowy – akcelerator cykliczny, rodzaj synchrotronu, przystosowany do przyspieszania protonów i antyprotonów.
W synchrotronie protonowym, protony poruszają się po stałych orbitach w narastającym polu magnetycznym, a przyspieszające pole elektryczne ma odpowiednio modyfikowaną, częstotliwość wraz ze wzrostem energii cząstki, umożliwiając kompensację efektów relatywistycznych. Ze względu na zmianę częstotliwości akcelerator pracuje impulsowo.
Synchrotrony protonowe z nadprzewodzącymi magnesami pozwalają osiągać energię protonów rzędu 1 TeV.
Jednym z pierwszych, przez pewien czas największym synchrotronem na świecie był zbudowany w 1959 roku w CERN Synchrotron Protonowy, przyspieszający protony i antyprotony do energii 28 GeV.